# Bella en de Bulldogs
Bella en de Bulldogs is een Amerikaanse sitcom van Nickelodeon. De serie ging in de Verenigde Staten in première op 17 januari 2015. In Nederland werd een preview op 29 maart 2015 uitgezonden, vlak na de Nickelodeon Kids' Choice Awards 2015, en ging de serie in première op 26 april dat jaar.
Op 4 maart 2015 werd de serie vernieuwd voor een tweede seizoen. Het tweede seizoen ging in de Verenigde Staten in première op 23 september 2015.

## Rolverdeling
| Acteur            | Personage       |
| ----------------- | --------------- |
| Brec Bassinger    | Bella Dawson    |
| Coy Stewart       | Troy Dickson    |
| Jackie Radinsky   | Sawyer          |
| Buddy Handleson   | Newt            |
| Lilimar Hernandez | Sophie          |
| Haley Tju         | Pepper          |
| Rio Mangini       | Ace McFumbles   |
| Froy Gutierrez    | Charlie Huggins |

## Nederlandse stemmen
- Tyra Wiertz als Bella
- Finn Karels als Troy Dickson
- Elaine Hakkaart als Pepper

## Afleveringen
Seizoen 1
1. Newbie QB
2. That's some Gossip, Girl
3. Pretty in Stink
4. Tex Fest
5. Dancing in the Endzone
6. That's My Tri-Five!
7. A Good Bye Week
8. Bromantically Challenged
9. Tornado Afraido
10. Incomplete Pass
11. Backseat Quarterback
12. Traitor Dater
13. Bulldog Buddies
14. Player Hater
15. Root for Newt
16. Bulldogs Blues
17. Kicking and Scheming
18. Third-Degree Ba-Burn
19. No Girls Allowed

Seizoen 2
1. Wide Deciever
2. Girls' Night
3. Personal Foul
4. Rally Week
5. Sha-Boo! Ya
6. Who Killed Text Fest?
7. Dudes and Chicks
8. Two Many Dates
9. The Outlaw Bella Dawson
10. Parents & Pigskins
11. Glitz & Grit
12. Accept No Substitutes
13. I Love You, Rafik Hayes!
14. Party of Three
15. Bad Grandma
16. Bella in the Spotlight
17. Doggone Record Breaker
18. Tailgating
19. Oh Baby, It's the Play-Offs
20. Biggest. Game. Ever.